# Raimondo Moncada
Raimondo Moncada Oneto (San Pier di Monforte, 7 maggio 1736 – Patti, 18 settembre 1813) è stato un nobile e vescovo cattolico italiano.

## Biografia
Nacque a San Pier di Monforte, nel Val Demone, il 7 maggio 1736, da Giovanni Antonio, V principe di Monforte, e dalla nobildonna Domenica Oneto Beccadelli di Bologna dei principi di San Lorenzo, di cui era quartogenito di sette figli. Furono suoi fratelli Emanuele e Carmelo Moncada Oneto.
Si dedicò a vita religiosa ed entrò a far parte dell'ordine dei Chierici regolari teatini. Membro della Compagnia dei Bianchi di Messina nel 1770, fu vicario generale dell'Archimandritato del Santissimo Salvatore, nel periodo in cui capo era il cardinale Giovanni de Gregorio.
Eletto vescovo di Patti nel 1782, fu a capo della diocesi fino alla morte, avvenuta nel 1813.

## Genealogia episcopale e successione apostolica
La genealogia episcopale è:
- Cardinale Scipione Rebiba
- Cardinale Giulio Antonio Santori
- Cardinale Girolamo Bernerio, O.P.
- Arcivescovo Galeazzo Sanvitale
- Cardinale Ludovico Ludovisi
- Cardinale Luigi Caetani
- Cardinale Ulderico Carpegna
- Cardinale Paluzzo Paluzzi Altieri degli Albertoni
- Papa Benedetto XIII
- Papa Benedetto XIV
- Papa Clemente XIII
- Cardinale Tommaso Maria Ghilini
- Vescovo Raimondo Moncada, C.R.

La successione apostolica è:
- Vescovo Tommaso del Pozzo (1785)
- Vescovo Carlo Santacolomba (1786)
- Vescovo Guglielmo Stagno (1787)